# PostFinance
PostFinance Ltd er en schweizisk bank og et datterselskab til Die Schweizerische Post. Det schweiziske postvæsen begyndte at drive bank i 1906.
Swiss Financial Market Supervisory Authority (FINMA) tildelte PostFinance en banklicens i 2013.